# Дрисколл (Північна Дакота)
Дрисколл (англ. Driscoll) — переписна місцевість (CDP) в США, в окрузі Берлі штату Північна Дакота. Населення — 68 осіб (2020).

## Географія
Дрисколл розташований за координатами 46°50′34″ пн. ш. 100°8′38″ зх. д. / 46.84278° пн. ш. 100.14389° зх. д. (46.842682, -100.143905).  За даними Бюро перепису населення США в 2010 році переписна місцевість мала площу 1,49 км², уся площа — суходіл.

## Демографія
Згідно з переписом 2010 року, у переписній місцевості мешкали 82 особи в 35 домогосподарствах у складі 21 родини. Густота населення становила 55 осіб/км².  Було 44 помешкання (29/км²).
Расовий склад населення:
| - 96,3 % — білих - 3,7 % — корінних американців |

До двох чи більше рас належало 0,0 %. Частка іспаномовних становила 1,2 % від усіх жителів.
За віковим діапазоном населення розподілялося таким чином: 22,0 % — особи молодші 18 років, 45,1 % — особи у віці 18—64 років, 32,9 % — особи у віці 65 років та старші. Медіана віку мешканця становила 48,5 року. На 100 осіб жіночої статі у переписній місцевості припадало 90,7 чоловіків;  на 100 жінок у віці від 18 років та старших — 93,9 чоловіків також старших 18 років.
За межею бідності перебувало 36,5 % осіб, у тому числі 66,7 % дітей у віці до 18 років та 5,3 % осіб у віці 65 років та старших.
Цивільне працевлаштоване населення становило 31 особа. Основні галузі зайнятості: роздрібна торгівля — 45,2 %, будівництво — 22,6 %, виробництво — 19,4 %.